# Niall Mac Lochlainn
Niall Mac Lochlainn (mort en 1176) est un roi d'Ailech. D'abord Leth-rí ou Demi-roi c'est-à-dire co-régent en 1167, il est ensuite roi Ä part entière de 1170 à 1176.

## Biographie
Niall, issu de la lignée Meic Lochlann du Cenél nEógain, est le fils puîné de l'Ard ri Erenn Muirchertach MacLochlainn (mort en 1166).
Après la déposition en 1167 de son frère ainé Conchobar (mort en 1170), Ruaidri Ua Conchobair divise le Tír nEógain entre Niall et Áed In Macáem Toinlesc Ua Neill. Les deux Uí Néill se partagent la souveraineté comme demi-rois (en irlandais : Leth-ri). Après la mort de son frère en 1170 il reste sans concurrent dans sa famille jusqu'à sa mort. Il a comme successeur son frère cadet Mael Seachlainn (1177-1185).
La petite-fille de Muirchertach, Findguala, qui épouse Guðrøðr Óláfsson Roi de Man et des Îles (mort en 1187), semble avoir été une fille de Niall,,,,.

## Sources
- (en) MT Flanagan, Irish society, Anglo-Norman settlers, Angevin kingship : interactions in Ireland in the late twelfth century, Oxford, Clarendon Press, 1989, 350 p. (ISBN 0-19-822154-1)
- (en) James Lydon, The Making of Ireland : From Ancient Times to Present, New York, Routledge, 2005 (1re éd. 1998) (ISBN 0-415-01347-X)
- (en) F. X. Martin, Medieval Ireland, 1169–1534, Oxford, Oxford University Press, coll. « New History of Ireland (series vol. 2) », 2008 (1re éd. 1987), 127–154 p. (ISBN 978-0-19-821755-8), « John, Lord of Ireland, 1185–1216 »
- (en) RA McDonald, The World of the Galloglass : Kings, Warlords and Warriors in Ireland and Scotland, 1200–1600, Dublin, Four Courts Press, 2007, 45–76 p. (ISBN 978-1-85182-946-0), « Dealing Death From Man: Manx Sea Power in and around the Irish Sea, 1079–1265 »
- (en) RA McDonald, Manx Kingship in its Irish Sea Setting, 1187–1229 : King Rǫgnvaldr and the Crovan Dynasty, Dublin, Four Courts Press, 2007, 254 p. (ISBN 978-1-84682-047-2)
- (en) D McGettigan, Medieval Ireland : An Encyclopedia, New York, Routledge, 2005, 294–295 p. (ISBN 0-415-94052-4), « Mac Lochlainn »
- (en) M Pollock, « Rebels of the West, 1209–1216 », Cambrian Medieval Celtic Studies, vol. 50,‎ 2005, p. 1–30 (ISSN 1353-0089)